# Tapinauchenius subcaeruleus
Tapinauchenius subcaeruleus är en spindelart som beskrevs av Bauer och Antonelli 1997. Tapinauchenius subcaeruleus ingår i släktet Tapinauchenius och familjen fågelspindlar.
Artens utbredningsområde är Ecuador. Inga underarter finns listade i Catalogue of Life.